# Schloss Sulzfeld

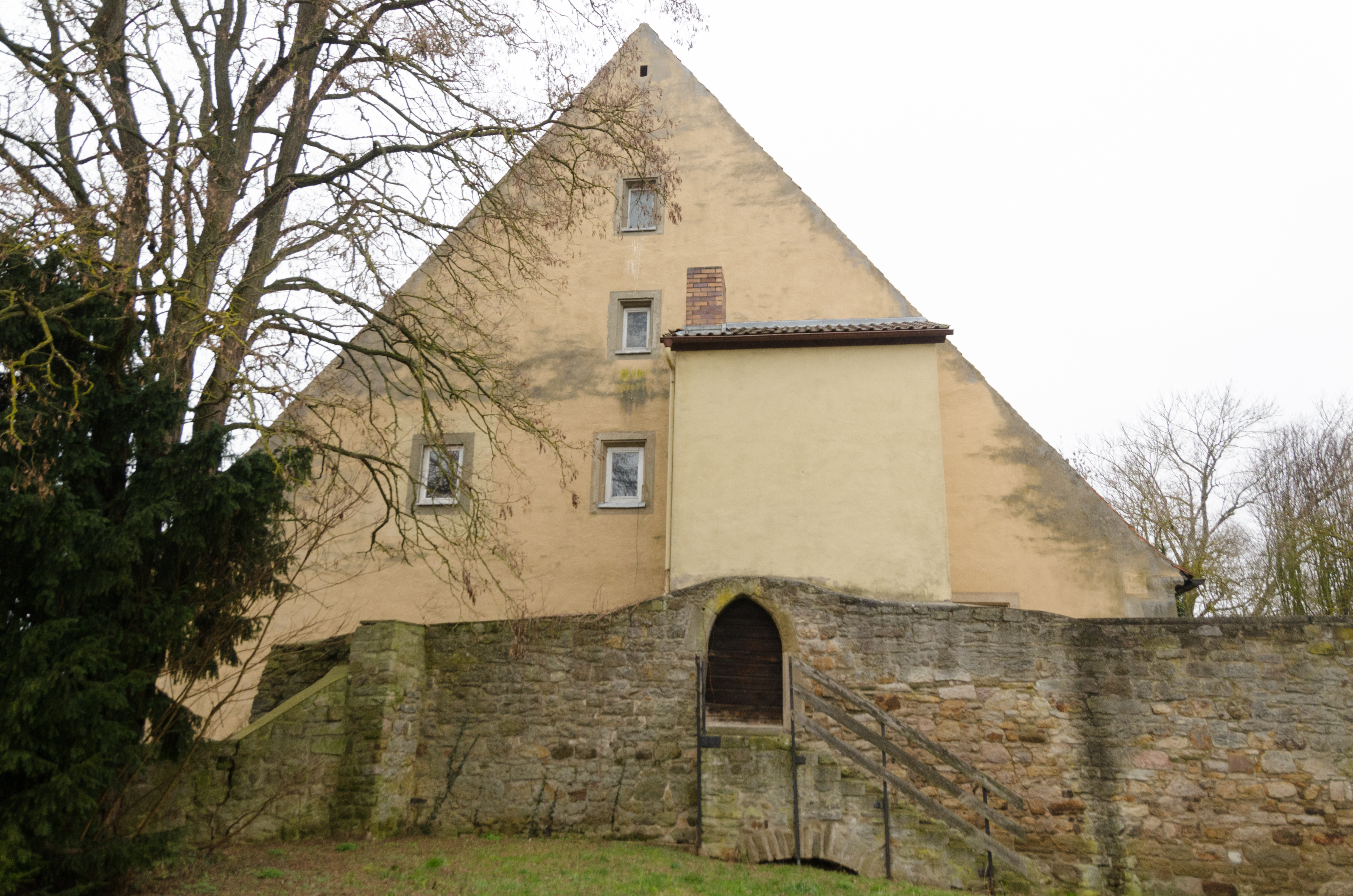
Schloss Sulzfeld

Schloss Sulzfeld ist ein Renaissance-Schloss in Sulzfeld. Es schließt sich an die ehemalige Kirchburg Sulzfeld an.

## Geschichte
Das Schloss Sulzfeld wurde 1526 dem Grafen von Henneberg erbaut. 1548 bis 1552 entstand als Vorburg die Friedhofsbefestigung, deren Wehrmauer noch ca. 4 m hoch ist und im Rundbögen geschlossene Stützarkaden hat, die sicherlich einst einen Wehrgang auf der Mauer trugen.
Als Sulzfeld 1583 nach dem Aussterben der Henneberger an das Hochstift Würzburg gefallen war, wurde das Würzburgische Amt Wildberg nach Sulzfeld verlegt. Nach dessen Auflösung war das Schloss bis 1970 Sitz der staatlichen Forstverwaltung Sulzfeld. Im Anschluss diente es als Erholungsstätte der Arbeiterwohlfahrt Aachen, bis es von einem Privatmann erworben wurde. 2013 erwarb die Gemeinde Sulzfeld das historische Gebäude, um es vor dem Verfall zu retten und einer neuen Nutzung zu zuführen.

## Beschreibung
Das Schloss Sulzfeld ist eine zweigeschossige Frührenaissanceanlage mit hohem Satteldach. Es befindet sich westlich der ehemaligen Kirchenburg. Das Schloss Sulzfeld befindet sich in der Ortsmitte von Sulzfeld.